# لويك بادياشيلي
لويك بادياشيلي (بالفرنسية: Loïc Badiashile)‏ هو لاعب كرة قدم فرنسي في مركز حراسة المرمى، ولد في 5 فبراير 1998 في ليموج في فرنسا. لعب مع نادي موناكو.

## وصلات خارجية
- لويك بادياشيلي على موقع الاتحاد الأوربي (الإنجليزية)
- لويك بادياشيلي على موقع قاعدة بيانات كرة القدم.إي يو (الإنجليزية)
- لويك بادياشيلي على موقع ليكيب (الفرنسية)
- لويك بادياشيلي على موقع Soccerway.com (الإنجليزية)
- لويك بادياشيلي على موقع عالم كرة القدم.نت (الإنجليزية)
- لويك بادياشيلي على موقع AS.com (الإسبانية)